# Baxter County
Baxter County är ett administrativt område i delstaten Arkansas, USA. År 2010 hade countyt 41 513 invånare. Den administrativa huvudorten (county seat) är Mountain Home. Countyt har fått sitt namn efter guvernör Elisha Baxter.

## Geografi
Enligt United States Census Bureau så har countyt en total area på 1 520 km². 1 437 km² av den arean är land och 83 km²  är vatten.

### Angränsande countyn
- Ozark County, Missouri  - nord
- Fulton County  - öst
- Izard County  - sydöst
- Stone County  - syd
- Searcy County  - sydväst
- Marion County  - väst